# A'ersi Lanbage Xiang
A'ersi Lanbage Xiang (kinesiska: 阿尔斯兰巴格乡, 阿尔斯兰巴格) är en socken i Kina. Den ligger i den autonoma regionen Xinjiang, i den nordvästra delen av landet, omkring 1 100 kilometer sydväst om regionhuvudstaden Ürümqi.
Genomsnittlig årsnederbörd är 87 millimeter. Den regnigaste månaden är maj, med i genomsnitt 15 mm nederbörd, och den torraste är april, med 2 mm nederbörd.